# Djevelmakt
Djevelmakt (norveški: "Đavlova moć") je šesti studijski album norveškog black metal-sastava Kampfar. Album je 27. siječnja 2014. godine objavila diskografska kuća Indie Recordings.

## Naslovnica
Naslovnica albuma preuzeta je s bezimene slike poljskog slikara Zdzisława Beksińskog.

## Popis pjesama
Glazba: Kampfar.
| 1.    | »Mylder«                 | Dolk   | 6:36 |
| 2.    | »Kujon«                  | Dolk   | 7:10 |
| 3.    | »Blod, eder og galle«    | Ask Ty | 6:24 |
| 4.    | »Swarm Norvegicus«       | Dolk   | 5:36 |
| 5.    | »Fortapelse«             | Dolk   | 4:40 |
| 6.    | »De dødes fane«          | Dolk   | 5:47 |
| 7.    | »Svarte sjelers salme«   | Ask Ty | 3:37 |
| 8.    | »Our Hounds, Our Legion« | Dolk   | 7:39 |
| 47:29 |                          |        |      |

## Zasluge
| Kampfar - Dolk – vokali - Jon Bakker – bas-gitara - Ask – bubnjevi, vokali - Ole Hartvigsen – gitara, klavijature | Ostalo osoblje - Jonas "Proffs" Kjellgren – produkcija, inženjer zvuka, mastering - Peter Tägtgren – miksanje - Robert Høyem – dizajn - John Charles Dollman – dodatne ilustracije - Zdzisław Beksiński – naslovnica |